# Liste der Nummer-eins-Hits in Belgien (2012)
Dies ist eine Liste der Nummer-eins-Hits in Belgien im Jahr 2012. Für die niederländischsprachigen Landesteile (Flandern) und die französischsprachigen Landesteile (Wallonie) werden getrennte Charts ermittelt. Veröffentlicht werden die Charts von Ultratop, das auf Initiative der Belgian Entertainment Association (BEA), der Vereinigung der Musik-, Film- und Spieleindustrie des Landes, entstanden ist.

## Flandern

### Singles
| ← 2011 ← | Liste der Nummer-eins-Hits in Belgien (Flandern) | Liste der Nummer-eins-Hits in Belgien (Flandern) | Liste der Nummer-eins-Hits in Belgien (Flandern) | 2013 →                    |
| \| Zeitraum \| Wo. ges. \| Interpret \| Titel Autor(en) \| Zusätzliche Informationen \| \| (Zeitraum, Wochen auf Platz eins, Interpret, Titel, Autor[en], zusätzliche Informationen) \| \| \| \| \| \| ----------------------------------------------------------------------------------------- \| -------- \| ----------------------------------- \| ------------------------------------------------------------------------------------------------------------------------------------------------------------ \| ------------------------- \| \| 10. Dezember 2011 – 6. Januar 2012 4 Wochen \| 4 \| Selah Sue & Tom Barman vs. The Subs \| Zanna Musik: Anna Domino; Text: Luc Jozef Eric Van Acker \| – \| \| 7. Januar 2012 – 13. Januar 2012 1 Woche (insgesamt 4) \| 4 \| Lykke Li \| I Follow Rivers Richard W. Nowels Jr., Björn Daniel Arne Yttling, Li Lykke Timotej Zachrisson \| – \| \| 14. Januar 2012 – 9. März 2012 8 Wochen \| 8 \| Michel Teló \| Ai Se Eu Te Pego! Sharon Acioly Arcoverde, Antonio Carlos Paim Cerqueira, Amanda Grasiele Mesquita Teixeira, Aline Medeiros Da Fonseca, Karine Assis Vinagre \| – \| \| 10. März 2012 – 27. April 2012 7 Wochen \| 7 \| Triggerfinger \| I Follow Rivers Richard W. Nowels Jr., Björn Daniel Arne Yttling, Li Lykke Timotej Zachrisson \| – \| \| 28. April 2012 – 1. Juni 2012 5 Wochen (insgesamt 7) \| 7 \| Gusttavo Lima \| Balada Jorge Luis Fonseca, Julio R. Gonzalez, Carlos Enrique Castillo, Cássio Sampaio Silva \| – \| \| 2. Juni 2012 – 8. Juni 2012 1 Woche (insgesamt 7) \| 7 \| Sam Sparro \| Happiness Samuel F. Falson, Jesse Rogg, Charles Patrick Theophilus Willcocks \| – \| \| 9. Juni 2012 – 15. Juni 2012 1 Woche \| 1 \| Loreen \| Euphoria Peter Lars Boström, Thomas G:son \| – \| \| 16. Juni 2012 – 27. Juli 2012 6 Wochen (insgesamt 7) \| 7 \| Sam Sparro \| Happiness Samuel F. Falson, Jesse Rogg, Charles Patrick Theophilus Willcocks \| – \| \| 28. Juli 2012 – 10. August 2012 2 Wochen (insgesamt 7) \| 7 \| Gusttavo Lima \| Balada Jorge Luis Fonseca, Julio R. Gonzalez, Carlos Enrique Castillo, Cássio Sampaio Silva \| – \| \| 11. August 2012 – 24. August 2012 2 Wochen \| 2 \| Will.i.am feat. Eva Simons \| This Is Love Max Martin, Sebastian Carmine Ingrosso, Mike Hamilton, William Adams, Steve Patrik Angello Jesefsson Fragogiannis, Eva M. Simons \| – \| \| 25. August 2012 – 28. September 2012 5 Wochen \| 5 \| Asaf Avidan & the Mojos \| One Day / Reckoning Song (Wankelmut Remix) Musik: Asaf Avidan, Hadas Kleinman, Ran Nir, Roi Peled, Jonathan Yoni Joni Sheleg, Ori Winkur; Text: Asaf Avidan \| – \| \| 29. September 2012 – 2. November 2012 5 Wochen \| 5 \| Psy \| Gangnam Style Yoo Gun-hyung, Park Jae-sang \| – \| \| 3. November 2012 – 30. November 2012 4 Wochen \| 4 \| Adele \| Skyfall Paul Richard Epworth, Adele Laurie Blue Adkins \| – \| \| 1. Dezember 2012 – 14. Dezember 2012 2 Wochen \| 2 \| Passenger \| Let Her Go Michael David Rosenberg \| – \| \| 15. Dezember 2012 – 21. Dezember 2012 1 Woche \| 1 \| De vrienden van meneer Konijn \| Het meneer Konijn lied Jose Eric Miguel Wiels, Alain Robert Vande Putte, Sven Ornelis, Wine Lauwers, Peter Gillis \| – \| \| 22. Dezember 2012 – 15. Februar 2013 8 Wochen \| 8 \| Will.i.am feat. Britney Spears \| Scream & Shout William Adams, Jean-Baptiste Kouame, Jef Martens, Tula Paulinea Contostavlos \| – \| |                                                  |                                                  | |                           |
| ← 2011 |                                                  |                                                  | | → 2013 →                  |
| Zeitraum | Wo. ges.                                         | Interpret                                        | Titel Autor(en) | Zusätzliche Informationen |
| (Zeitraum, Wochen auf Platz eins, Interpret, Titel, Autor[en], zusätzliche Informationen) |                                                  |                                                  | |                           |
| 10. Dezember 2011 – 6. Januar 2012 4 Wochen | 4                                                | Selah Sue & Tom Barman vs. The Subs              | Zanna Musik: Anna Domino; Text: Luc Jozef Eric Van Acker | –                         |
| 7. Januar 2012 – 13. Januar 2012 1 Woche (insgesamt 4) | 4                                                | Lykke Li                                         | I Follow Rivers Richard W. Nowels Jr., Björn Daniel Arne Yttling, Li Lykke Timotej Zachrisson                                                                | –                         |
| 14. Januar 2012 – 9. März 2012 8 Wochen | 8                                                | Michel Teló                                      | Ai Se Eu Te Pego! Sharon Acioly Arcoverde, Antonio Carlos Paim Cerqueira, Amanda Grasiele Mesquita Teixeira, Aline Medeiros Da Fonseca, Karine Assis Vinagre | –                         |
| 10. März 2012 – 27. April 2012 7 Wochen | 7                                                | Triggerfinger                                    | I Follow Rivers Richard W. Nowels Jr., Björn Daniel Arne Yttling, Li Lykke Timotej Zachrisson                                                                | –                         |
| 28. April 2012 – 1. Juni 2012 5 Wochen (insgesamt 7) | 7                                                | Gusttavo Lima                                    | Balada Jorge Luis Fonseca, Julio R. Gonzalez, Carlos Enrique Castillo, Cássio Sampaio Silva                                                                  | –                         |
| 2. Juni 2012 – 8. Juni 2012 1 Woche (insgesamt 7) | 7                                                | Sam Sparro                                       | Happiness Samuel F. Falson, Jesse Rogg, Charles Patrick Theophilus Willcocks                                                                                 | –                         |
| 9. Juni 2012 – 15. Juni 2012 1 Woche | 1                                                | Loreen                                           | Euphoria Peter Lars Boström, Thomas G:son | –                         |
| 16. Juni 2012 – 27. Juli 2012 6 Wochen (insgesamt 7) | 7                                                | Sam Sparro                                       | Happiness Samuel F. Falson, Jesse Rogg, Charles Patrick Theophilus Willcocks                                                                                 | –                         |
| 28. Juli 2012 – 10. August 2012 2 Wochen (insgesamt 7) | 7                                                | Gusttavo Lima                                    | Balada Jorge Luis Fonseca, Julio R. Gonzalez, Carlos Enrique Castillo, Cássio Sampaio Silva                                                                  | –                         |
| 11. August 2012 – 24. August 2012 2 Wochen | 2                                                | Will.i.am feat. Eva Simons                       | This Is Love Max Martin, Sebastian Carmine Ingrosso, Mike Hamilton, William Adams, Steve Patrik Angello Jesefsson Fragogiannis, Eva M. Simons                | –                         |
| 25. August 2012 – 28. September 2012 5 Wochen | 5                                                | Asaf Avidan & the Mojos                          | One Day / Reckoning Song (Wankelmut Remix) Musik: Asaf Avidan, Hadas Kleinman, Ran Nir, Roi Peled, Jonathan Yoni Joni Sheleg, Ori Winkur; Text: Asaf Avidan  | –                         |
| 29. September 2012 – 2. November 2012 5 Wochen | 5                                                | Psy                                              | Gangnam Style Yoo Gun-hyung, Park Jae-sang | –                         |
| 3. November 2012 – 30. November 2012 4 Wochen | 4                                                | Adele                                            | Skyfall Paul Richard Epworth, Adele Laurie Blue Adkins | –                         |
| 1. Dezember 2012 – 14. Dezember 2012 2 Wochen | 2                                                | Passenger                                        | Let Her Go Michael David Rosenberg | –                         |
| 15. Dezember 2012 – 21. Dezember 2012 1 Woche | 1                                                | De vrienden van meneer Konijn                    | Het meneer Konijn lied Jose Eric Miguel Wiels, Alain Robert Vande Putte, Sven Ornelis, Wine Lauwers, Peter Gillis                                            | –                         |
| 22. Dezember 2012 – 15. Februar 2013 8 Wochen | 8                                                | Will.i.am feat. Britney Spears                   | Scream & Shout William Adams, Jean-Baptiste Kouame, Jef Martens, Tula Paulinea Contostavlos                                                                  | –                         |

### Alben
| ← 2011 ← | Liste der Nummer-eins-Hits in Belgien (Flandern) | Liste der Nummer-eins-Hits in Belgien (Flandern)          | Liste der Nummer-eins-Hits in Belgien (Flandern) | 2013 →                    |
| \| Zeitraum \| Wo. ges. \| Interpret \| Titel \| Zusätzliche Informationen \| \| (Zeitraum, Wochen auf Platz eins, Interpret, Titel, zusätzliche Informationen) \| \| \| \| \| \| ------------------------------------------------------------------------------ \| -------- \| --------------------------------------------------------- \| --------------------------------- \| ------------------------- \| \| 10. Dezember 2011 – 3. Februar 2012 8 Wochen (insgesamt 38) \| 38 \| Adele \| 21 \| – \| \| 4. Februar 2012 – 24. Februar 2012 3 Wochen \| 3 \| Leonard Cohen \| Old Ideas \| – \| \| 25. Februar 2012 – 9. März 2012 2 Wochen (insgesamt 38) \| 38 \| Adele \| 21 \| – \| \| 10. März 2012 – 16. März 2012 1 Woche \| 1 \| Bruce Springsteen \| Wrecking Ball \| – \| \| 17. März 2012 – 30. März 2012 2 Wochen (insgesamt 3) \| 3 \| Hooverphonic \| With Orchestra \| – \| \| 31. März 2012 – 13. April 2012 2 Wochen \| 2 \| Madonna \| MDNA \| – \| \| 14. April 2012 – 20. April 2012 1 Woche (insgesamt 38) \| 38 \| Adele \| 21 \| – \| \| 21. April 2012 – 27. April 2012 1 Woche \| 1 \| Birdy \| Birdy \| – \| \| 28. April 2012 – 4. Mai 2012 1 Woche \| 1 \| Jack White \| Blunderbuss \| – \| \| 5. Mai 2012 – 11. Mai 2012 1 Woche (insgesamt 3) \| 3 \| Hooverphonic \| With Orchestra \| – \| \| 12. Mai 2012 – 18. Mai 2012 1 Woche \| 1 \| Norah Jones \| … Little Broken Hearts \| – \| \| 19. Mai 2012 – 25. Mai 2012 1 Woche \| 1 \| Julio Iglesias \| 1 \| – \| \| 26. Mai 2012 – 1. Juni 2012 1 Woche \| 1 \| Absynthe Minded \| As It Ever Was \| – \| \| 2. Juni 2012 – 8. Juni 2012 1 Woche \| 1 \| Triggerfinger \| Faders Up 2 – Live in Amsterdam \| – \| \| 9. Juni 2012 – 6. Juli 2012 4 Wochen \| 4 \| dEUS \| Following Sea \| – \| \| 7. Juli 2012 – 27. Juli 2012 3 Wochen (insgesamt 6) \| 6 \| Netsky \| 2 \| – \| \| 28. Juli 2012 – 10. August 2012 2 Wochen \| 2 \| De Strangers & Katastroof \| Back to Back \| – \| \| 11. August 2012 – 17. August 2012 1 Woche \| 1 \| Netsky \| 2 \| – \| \| 18. August 2012 – 24. August 2012 1 Woche (insgesamt 6) \| 6 \| Jan Smit \| Vrienden \| – \| \| 25. August 2012 – 31. August 2012 1 Woche \| 1 \| Lindsay \| Het beste en meer – 5 zomers lang \| – \| \| 1. September 2012 – 14. September 2012 2 Wochen (insgesamt 6) \| 6 \| Netsky \| 2 \| – \| \| 15. September 2012 – 5. Oktober 2012 3 Wochen \| 3 \| The xx \| Coexist \| – \| \| 6. Oktober 2012 – 19. Oktober 2012 2 Wochen \| 2 \| Muse \| The 2nd Law \| – \| \| 20. Oktober 2012 – 26. Oktober 2012 1 Woche \| 1 \| Mumford & Sons \| Babel \| – \| \| 27. Oktober 2012 – 2. November 2012 1 Woche \| 1 \| Balthazar \| Rats \| – \| \| 3. November 2012 – 16. November 2012 2 Wochen \| 2 \| Hooverphonic \| With Orchestra Live \| – \| \| 17. November 2012 – 23. November 2012 1 Woche \| 1 \| One Direction \| Take Me Home \| – \| \| 24. November 2012 – 15. Februar 2013 12 Wochen \| 12 \| (Soundtrack) / The Broken Circle Breakdown Bluegrass Band \| The Broken Circle Breakdown \| – \| |                                                  |                                                           |                                                  |                           |
| ← 2011 |                                                  |                                                           |                                                  | → 2013 →                  |
| Zeitraum | Wo. ges.                                         | Interpret                                                 | Titel                                            | Zusätzliche Informationen |
| (Zeitraum, Wochen auf Platz eins, Interpret, Titel, zusätzliche Informationen) |                                                  |                                                           |                                                  |                           |
| 10. Dezember 2011 – 3. Februar 2012 8 Wochen (insgesamt 38) | 38                                               | Adele                                                     | 21                                               | –                         |
| 4. Februar 2012 – 24. Februar 2012 3 Wochen | 3                                                | Leonard Cohen                                             | Old Ideas                                        | –                         |
| 25. Februar 2012 – 9. März 2012 2 Wochen (insgesamt 38) | 38                                               | Adele                                                     | 21                                               | –                         |
| 10. März 2012 – 16. März 2012 1 Woche | 1                                                | Bruce Springsteen                                         | Wrecking Ball                                    | –                         |
| 17. März 2012 – 30. März 2012 2 Wochen (insgesamt 3) | 3                                                | Hooverphonic                                              | With Orchestra                                   | –                         |
| 31. März 2012 – 13. April 2012 2 Wochen | 2                                                | Madonna                                                   | MDNA                                             | –                         |
| 14. April 2012 – 20. April 2012 1 Woche (insgesamt 38) | 38                                               | Adele                                                     | 21                                               | –                         |
| 21. April 2012 – 27. April 2012 1 Woche | 1                                                | Birdy                                                     | Birdy                                            | –                         |
| 28. April 2012 – 4. Mai 2012 1 Woche | 1                                                | Jack White                                                | Blunderbuss                                      | –                         |
| 5. Mai 2012 – 11. Mai 2012 1 Woche (insgesamt 3) | 3                                                | Hooverphonic                                              | With Orchestra                                   | –                         |
| 12. Mai 2012 – 18. Mai 2012 1 Woche | 1                                                | Norah Jones                                               | … Little Broken Hearts                           | –                         |
| 19. Mai 2012 – 25. Mai 2012 1 Woche | 1                                                | Julio Iglesias                                            | 1                                                | –                         |
| 26. Mai 2012 – 1. Juni 2012 1 Woche | 1                                                | Absynthe Minded                                           | As It Ever Was                                   | –                         |
| 2. Juni 2012 – 8. Juni 2012 1 Woche | 1                                                | Triggerfinger                                             | Faders Up 2 – Live in Amsterdam                  | –                         |
| 9. Juni 2012 – 6. Juli 2012 4 Wochen | 4                                                | dEUS                                                      | Following Sea                                    | –                         |
| 7. Juli 2012 – 27. Juli 2012 3 Wochen (insgesamt 6) | 6                                                | Netsky                                                    | 2                                                | –                         |
| 28. Juli 2012 – 10. August 2012 2 Wochen | 2                                                | De Strangers & Katastroof                                 | Back to Back                                     | –                         |
| 11. August 2012 – 17. August 2012 1 Woche | 1                                                | Netsky                                                    | 2                                                | –                         |
| 18. August 2012 – 24. August 2012 1 Woche (insgesamt 6) | 6                                                | Jan Smit                                                  | Vrienden                                         | –                         |
| 25. August 2012 – 31. August 2012 1 Woche | 1                                                | Lindsay                                                   | Het beste en meer – 5 zomers lang                | –                         |
| 1. September 2012 – 14. September 2012 2 Wochen (insgesamt 6) | 6                                                | Netsky                                                    | 2                                                | –                         |
| 15. September 2012 – 5. Oktober 2012 3 Wochen | 3                                                | The xx                                                    | Coexist                                          | –                         |
| 6. Oktober 2012 – 19. Oktober 2012 2 Wochen | 2                                                | Muse                                                      | The 2nd Law                                      | –                         |
| 20. Oktober 2012 – 26. Oktober 2012 1 Woche | 1                                                | Mumford & Sons                                            | Babel                                            | –                         |
| 27. Oktober 2012 – 2. November 2012 1 Woche | 1                                                | Balthazar                                                 | Rats                                             | –                         |
| 3. November 2012 – 16. November 2012 2 Wochen | 2                                                | Hooverphonic                                              | With Orchestra Live                              | –                         |
| 17. November 2012 – 23. November 2012 1 Woche | 1                                                | One Direction                                             | Take Me Home                                     | –                         |
| 24. November 2012 – 15. Februar 2013 12 Wochen | 12                                               | (Soundtrack) / The Broken Circle Breakdown Bluegrass Band | The Broken Circle Breakdown                      | –                         |

### Jahreshitparaden
| ← 2011 ← | Liste der Nummer-eins-Hits in Belgien (Flandern) | Liste der Nummer-eins-Hits in Belgien (Flandern)                                      | Liste der Nummer-eins-Hits in Belgien (Flandern) | 2013 →   |
| \| Singles \| Position# \| Alben \| \| ----------------------------------------------------------------------------------------------------------------------------------------------------------------------------------- \| --------- \| ------------------------------------------------------------------------------------- \| \| Ai Se Eu Te Pego! Michel Teló Sharon Acioly Arcoverde, Antonio Carlos Paim Cerqueira, Amanda Grasiele Mesquita Teixeira, Aline Medeiros Da Fonseca, Karine Assis Vinagre \| 1 \| 21 Adele \| \| Balada Gusttavo Lima Jorge Luis Fonseca, Julio R. Gonzalez, Carlos Enrique Castillo, Cássio Sampaio Silva \| 2 \| Born to Die Lana Del Rey \| \| I Follow Rivers Triggerfinger Richard W. Nowels Jr., Björn Daniel Arne Yttling, Li Lykke Timotej Zachrisson \| 3 \| Birdy \| \| Happiness Sam Sparro Samuel F. Falson, Jesse Rogg, Charles Patrick Theophilus Willcocks \| 4 \| Old Ideass Leonard Cohen \| \| One Day / Reckoning Song (Wankelmut Remix) Asaf Avidan & the Mojos Musik: Asaf Avidan, Hadas Kleinman, Ran Nir, Roi Peled, Jonathan Yoni Joni Sheleg, Ori Winkur; Text: Asaf Avidan \| 5 \| Following Sea dEUS \| \| Call Me Maybe Carly Rae Jepsen Joshua Keeler Ramsay, Carly Rae Jepsen, Tavish Crowe \| 6 \| With Orchestra Hooverphonic \| \| Gangnam Style Psy Yoo Gun-hyung, Park Jae-sang \| 7 \| The Broken Circle Breakdown (Soundtrack) / The Broken Circle Breakdown Bluegrass Band \| \| Ik neem je mee Gers Pardoel Gerwin Pardoel, Ricardo de Rooy, Sergio van Gonter \| 8 \| 2 Netsky \| \| People Help the People Birdy Simon John Aldred \| 9 \| Our Version of Events Emeli Sandé \| \| Somebody That I Used to Know Gotye feat. Kimbra Walter Andre E. De Backer, Luiz Bonfá \| 10 \| Babel Mumford & Sons \| |                                                  |                                                                                       |                                                  |          |
| ← 2011 |                                                  |                                                                                       |                                                  | → 2013 → |
| Singles | Position#                                        | Alben                                                                                 |                                                  |          |
| Ai Se Eu Te Pego! Michel Teló Sharon Acioly Arcoverde, Antonio Carlos Paim Cerqueira, Amanda Grasiele Mesquita Teixeira, Aline Medeiros Da Fonseca, Karine Assis Vinagre | 1                                                | 21 Adele                                                                              |                                                  |          |
| Balada Gusttavo Lima Jorge Luis Fonseca, Julio R. Gonzalez, Carlos Enrique Castillo, Cássio Sampaio Silva | 2                                                | Born to Die Lana Del Rey                                                              |                                                  |          |
| I Follow Rivers Triggerfinger Richard W. Nowels Jr., Björn Daniel Arne Yttling, Li Lykke Timotej Zachrisson | 3                                                | Birdy                                                                                 |                                                  |          |
| Happiness Sam Sparro Samuel F. Falson, Jesse Rogg, Charles Patrick Theophilus Willcocks | 4                                                | Old Ideass Leonard Cohen                                                              |                                                  |          |
| One Day / Reckoning Song (Wankelmut Remix) Asaf Avidan & the Mojos Musik: Asaf Avidan, Hadas Kleinman, Ran Nir, Roi Peled, Jonathan Yoni Joni Sheleg, Ori Winkur; Text: Asaf Avidan | 5                                                | Following Sea dEUS                                                                    |                                                  |          |
| Call Me Maybe Carly Rae Jepsen Joshua Keeler Ramsay, Carly Rae Jepsen, Tavish Crowe | 6                                                | With Orchestra Hooverphonic                                                           |                                                  |          |
| Gangnam Style Psy Yoo Gun-hyung, Park Jae-sang | 7                                                | The Broken Circle Breakdown (Soundtrack) / The Broken Circle Breakdown Bluegrass Band |                                                  |          |
| Ik neem je mee Gers Pardoel Gerwin Pardoel, Ricardo de Rooy, Sergio van Gonter | 8                                                | 2 Netsky                                                                              |                                                  |          |
| People Help the People Birdy Simon John Aldred | 9                                                | Our Version of Events Emeli Sandé                                                     |                                                  |          |
| Somebody That I Used to Know Gotye feat. Kimbra Walter Andre E. De Backer, Luiz Bonfá | 10                                               | Babel Mumford & Sons                                                                  |                                                  |          |

## Wallonien

### Singles
| ← 2011 ← | Liste der Nummer-eins-Hits in Belgien (Wallonie) | Liste der Nummer-eins-Hits in Belgien (Wallonie) | Liste der Nummer-eins-Hits in Belgien (Wallonie) | 2013 →                    |
| \| Zeitraum \| Wo. ges. \| Interpret \| Titel Autor(en) \| Zusätzliche Informationen \| \| (Zeitraum, Wochen auf Platz eins, Interpret, Titel, Autor[en], zusätzliche Informationen) \| \| \| \| \| \| ----------------------------------------------------------------------------------------- \| -------- \| ----------------------- \| -------------------------------------------------------------------------------------------------------------------------------------------------------------------------------------------------- \| ------------------------- \| \| 24. Dezember 2011 – 6. Januar 2012 2 Wochen (insgesamt 4) \| 4 \| Shakira \| Je l’aime à mourir Francis Christian Cabrel \| – \| \| 7. Januar 2012 – 13. Januar 2012 1 Woche (insgesamt 10) \| 10 \| Lykke Li \| I Follow Rivers Richard W. Nowels Jr., Björn Daniel Arne Yttling, Li Lykke Timotej Zachrisson \| – \| \| 14. Januar 2012 – 27. Januar 2012 2 Wochen (insgesamt 4) \| 4 \| Shakira \| Je l’aime à mourir Francis Christian Cabrel \| – \| \| 28. Januar 2012 – 13. April 2012 11 Wochen \| 11 \| Michel Teló \| Ai Se Eu Te Pego! Sharon Acioly Arcoverde, Antonio Carlos Paim Cerqueira, Amanda Grasiele Mesquita Teixeira, Aline Medeiros Da Fonseca, Karine Assis Vinagre \| – \| \| 14. April 2012 – 27. April 2012 2 Wochen \| 2 \| Sexion d’Assaut \| Avant qu’elle parte Musik: Stany Roger Kibulu, Gandhi Djuna; Text: Mamadou Aliou Baldé, Karim Ballo, Adama Diallo, Alpha Ibrahima Diallo, Karim Fall, Bastien Albert Maurice Vincent, Gandhi Djuna \| – \| \| 28. April 2012 – 4. Mai 2012 1 Woche (insgesamt 7) \| 7 \| Gotye feat. Kimbra \| Somebody That I Used to Know Walter Andre E. De Backer, Luiz Bonfá \| – \| \| 5. Mai 2012 – 11. Mai 2012 1 Woche \| 1 \| Tal \| Le sens de la vie Musik: Simon Benjamin Caby, Laura Marciano; Text: Laëtitia Vanhove, Serge Nicolas Jean Mounier \| – \| \| 12. Mai 2012 – 22. Juni 2012 6 Wochen (insgesamt 7) \| 7 \| Gotye feat. Kimbra \| Somebody That I Used to Know Walter Andre E. De Backer, Luiz Bonfá \| – \| \| 23. Juni 2012 – 17. August 2012 8 Wochen \| 8 \| Sam Sparro \| Happiness Samuel F. Falson, Jesse Rogg, Charles Patrick Theophilus Willcocks \| – \| \| 18. August 2012 – 2. November 2012 11 Wochen \| 11 \| Asaf Avidan & the Mojos \| One Day / Reckoning Song (Wankelmut Remix) Musik: Asaf Avidan, Hadas Kleinman, Ran Nir, Roi Peled, Jonathan Yoni Joni Sheleg, Ori Winkur; Text: Asaf Avidan \| – \| \| 3. November 2012 – 30. November 2012 4 Wochen \| 4 \| Adele \| Skyfall Paul Richard Epworth, Adele Laurie Blue Adkins \| – \| \| 1. Dezember 2012 – 18. Januar 2013 7 Wochen \| 7 \| Psy \| Gangnam Style Yoo Gun-hyung, Park Jae-sang \| – \| |                                                  |                                                  | |                           |
| ← 2011 |                                                  |                                                  | | → 2013 →                  |
| Zeitraum | Wo. ges.                                         | Interpret                                        | Titel Autor(en) | Zusätzliche Informationen |
| (Zeitraum, Wochen auf Platz eins, Interpret, Titel, Autor[en], zusätzliche Informationen) |                                                  |                                                  | |                           |
| 24. Dezember 2011 – 6. Januar 2012 2 Wochen (insgesamt 4) | 4                                                | Shakira                                          | Je l’aime à mourir Francis Christian Cabrel | –                         |
| 7. Januar 2012 – 13. Januar 2012 1 Woche (insgesamt 10) | 10                                               | Lykke Li                                         | I Follow Rivers Richard W. Nowels Jr., Björn Daniel Arne Yttling, Li Lykke Timotej Zachrisson | –                         |
| 14. Januar 2012 – 27. Januar 2012 2 Wochen (insgesamt 4) | 4                                                | Shakira                                          | Je l’aime à mourir Francis Christian Cabrel | –                         |
| 28. Januar 2012 – 13. April 2012 11 Wochen | 11                                               | Michel Teló                                      | Ai Se Eu Te Pego! Sharon Acioly Arcoverde, Antonio Carlos Paim Cerqueira, Amanda Grasiele Mesquita Teixeira, Aline Medeiros Da Fonseca, Karine Assis Vinagre                                       | –                         |
| 14. April 2012 – 27. April 2012 2 Wochen | 2                                                | Sexion d’Assaut                                  | Avant qu’elle parte Musik: Stany Roger Kibulu, Gandhi Djuna; Text: Mamadou Aliou Baldé, Karim Ballo, Adama Diallo, Alpha Ibrahima Diallo, Karim Fall, Bastien Albert Maurice Vincent, Gandhi Djuna | –                         |
| 28. April 2012 – 4. Mai 2012 1 Woche (insgesamt 7) | 7                                                | Gotye feat. Kimbra                               | Somebody That I Used to Know Walter Andre E. De Backer, Luiz Bonfá | –                         |
| 5. Mai 2012 – 11. Mai 2012 1 Woche | 1                                                | Tal                                              | Le sens de la vie Musik: Simon Benjamin Caby, Laura Marciano; Text: Laëtitia Vanhove, Serge Nicolas Jean Mounier                                                                                   | –                         |
| 12. Mai 2012 – 22. Juni 2012 6 Wochen (insgesamt 7) | 7                                                | Gotye feat. Kimbra                               | Somebody That I Used to Know Walter Andre E. De Backer, Luiz Bonfá | –                         |
| 23. Juni 2012 – 17. August 2012 8 Wochen | 8                                                | Sam Sparro                                       | Happiness Samuel F. Falson, Jesse Rogg, Charles Patrick Theophilus Willcocks | –                         |
| 18. August 2012 – 2. November 2012 11 Wochen | 11                                               | Asaf Avidan & the Mojos                          | One Day / Reckoning Song (Wankelmut Remix) Musik: Asaf Avidan, Hadas Kleinman, Ran Nir, Roi Peled, Jonathan Yoni Joni Sheleg, Ori Winkur; Text: Asaf Avidan                                        | –                         |
| 3. November 2012 – 30. November 2012 4 Wochen | 4                                                | Adele                                            | Skyfall Paul Richard Epworth, Adele Laurie Blue Adkins | –                         |
| 1. Dezember 2012 – 18. Januar 2013 7 Wochen | 7                                                | Psy                                              | Gangnam Style Yoo Gun-hyung, Park Jae-sang | –                         |

### Alben
| ← 2011 ← | Liste der Nummer-eins-Hits in Belgien (Wallonie) | Liste der Nummer-eins-Hits in Belgien (Wallonie) | Liste der Nummer-eins-Hits in Belgien (Wallonie) | 2013 →                    |
| \| Zeitraum \| Wo. ges. \| Interpret \| Titel \| Zusätzliche Informationen \| \| (Zeitraum, Wochen auf Platz eins, Interpret, Titel, zusätzliche Informationen) \| \| \| \| \| \| ------------------------------------------------------------------------------ \| -------- \| --------------- \| ---------------------------------- \| ------------------------- \| \| 31. Dezember 2011 – 3. Februar 2012 5 Wochen (insgesamt 14) \| 14 \| Adele \| 21 \| – \| \| 4. Februar 2012 – 10. Februar 2012 1 Woche (insgesamt 2) \| 2 \| Leonard Cohen \| Old Ideas \| – \| \| 11. Februar 2012 – 17. Februar 2012 1 Woche \| 1 \| Lana Del Rey \| Born to Die \| – \| \| 18. Februar 2012 – 24. Februar 2012 1 Woche (insgesamt 2) \| 2 \| Leonard Cohen \| Old Ideas \| – \| \| 25. Februar 2012 – 2. März 2012 1 Woche \| 1 \| Indochine \| Paradize+10 \| – \| \| 3. März 2012 – 16. März 2012 2 Wochen (insgesamt 14) \| 14 \| Adele \| 21 \| – \| \| 17. März 2012 – 23. März 2012 1 Woche (insgesamt 15) \| 15 \| Sexion d’Assaut \| L’Apogée \| – \| \| 24. März 2012 – 27. April 2012 5 Wochen \| 5 \| Les Enfoirés \| 2012: Le bal des Enfoirés \| – \| \| 28. April 2012 – 25. Mai 2012 4 Wochen \| 4 \| Pierre Rapsat \| Le best of 2012 \| – \| \| 26. Mai 2012 – 8. Juni 2012 2 Wochen (insgesamt 15) \| 15 \| Sexion d’Assaut \| L’Apogée \| – \| \| 9. Juni 2012 – 22. Juni 2012 2 Wochen \| 2 \| Yannick Noah \| Hommage \| – \| \| 23. Juni 2012 – 7. September 2012 11 Wochen (insgesamt 15) \| 15 \| Sexion d’Assaut \| L’Apogée \| – \| \| 8. September 2012 – 14. September 2012 1 Woche \| 1 \| Tryo \| Ladilafé \| – \| \| 15. September 2012 – 21. September 2012 1 Woche (insgesamt 15) \| 15 \| Sexion d’Assaut \| L’Apogée \| – \| \| 22. September 2012 – 28. September 2012 1 Woche \| 1 \| Marc Lavoine \| Je descends du singe \| – \| \| 29. September 2012 – 5. Oktober 2012 1 Woche \| 1 \| Jenifer \| L’amour et moi \| – \| \| 6. Oktober 2012 – 2. November 2012 4 Wochen \| 4 \| Muse \| The 2nd Law \| – \| \| 3. November 2012 – 16. November 2012 2 Wochen \| 2 \| Francis Cabrel \| Vise le ciel ou Bob Dylan revisité \| – \| \| 17. November 2012 – 23. November 2012 1 Woche (insgesamt 5) \| 5 \| Céline Dion \| Sans attendre \| – \| \| 24. November 2012 – 30. November 2012 1 Woche \| 1 \| Johnny Hallyday \| L’attente \| – \| \| 1. Dezember 2012 – 7. Dezember 2012 1 Woche (insgesamt 5) \| 5 \| Céline Dion \| Sans attendre \| – \| \| 8. Dezember 2012 – 14. Dezember 2012 1 Woche \| 1 \| Patrick Bruel \| Lequel de nous \| – \| \| 15. Dezember 2012 – 28. Dezember 2012 2 Wochen \| 2 \| Mylène Farmer \| Monkey Me \| – \| \| 29. Dezember 2012 – 18. Januar 2013 3 Wochen \| 3 \| Céline Dion \| Sans attendre \| – \| |                                                  |                                                  |                                                  |                           |
| ← 2011 |                                                  |                                                  |                                                  | → 2013 →                  |
| Zeitraum | Wo. ges.                                         | Interpret                                        | Titel                                            | Zusätzliche Informationen |
| (Zeitraum, Wochen auf Platz eins, Interpret, Titel, zusätzliche Informationen) |                                                  |                                                  |                                                  |                           |
| 31. Dezember 2011 – 3. Februar 2012 5 Wochen (insgesamt 14) | 14                                               | Adele                                            | 21                                               | –                         |
| 4. Februar 2012 – 10. Februar 2012 1 Woche (insgesamt 2) | 2                                                | Leonard Cohen                                    | Old Ideas                                        | –                         |
| 11. Februar 2012 – 17. Februar 2012 1 Woche | 1                                                | Lana Del Rey                                     | Born to Die                                      | –                         |
| 18. Februar 2012 – 24. Februar 2012 1 Woche (insgesamt 2) | 2                                                | Leonard Cohen                                    | Old Ideas                                        | –                         |
| 25. Februar 2012 – 2. März 2012 1 Woche | 1                                                | Indochine                                        | Paradize+10                                      | –                         |
| 3. März 2012 – 16. März 2012 2 Wochen (insgesamt 14) | 14                                               | Adele                                            | 21                                               | –                         |
| 17. März 2012 – 23. März 2012 1 Woche (insgesamt 15) | 15                                               | Sexion d’Assaut                                  | L’Apogée                                         | –                         |
| 24. März 2012 – 27. April 2012 5 Wochen | 5                                                | Les Enfoirés                                     | 2012: Le bal des Enfoirés                        | –                         |
| 28. April 2012 – 25. Mai 2012 4 Wochen | 4                                                | Pierre Rapsat                                    | Le best of 2012                                  | –                         |
| 26. Mai 2012 – 8. Juni 2012 2 Wochen (insgesamt 15) | 15                                               | Sexion d’Assaut                                  | L’Apogée                                         | –                         |
| 9. Juni 2012 – 22. Juni 2012 2 Wochen | 2                                                | Yannick Noah                                     | Hommage                                          | –                         |
| 23. Juni 2012 – 7. September 2012 11 Wochen (insgesamt 15) | 15                                               | Sexion d’Assaut                                  | L’Apogée                                         | –                         |
| 8. September 2012 – 14. September 2012 1 Woche | 1                                                | Tryo                                             | Ladilafé                                         | –                         |
| 15. September 2012 – 21. September 2012 1 Woche (insgesamt 15) | 15                                               | Sexion d’Assaut                                  | L’Apogée                                         | –                         |
| 22. September 2012 – 28. September 2012 1 Woche | 1                                                | Marc Lavoine                                     | Je descends du singe                             | –                         |
| 29. September 2012 – 5. Oktober 2012 1 Woche | 1                                                | Jenifer                                          | L’amour et moi                                   | –                         |
| 6. Oktober 2012 – 2. November 2012 4 Wochen | 4                                                | Muse                                             | The 2nd Law                                      | –                         |
| 3. November 2012 – 16. November 2012 2 Wochen | 2                                                | Francis Cabrel                                   | Vise le ciel ou Bob Dylan revisité               | –                         |
| 17. November 2012 – 23. November 2012 1 Woche (insgesamt 5) | 5                                                | Céline Dion                                      | Sans attendre                                    | –                         |
| 24. November 2012 – 30. November 2012 1 Woche | 1                                                | Johnny Hallyday                                  | L’attente                                        | –                         |
| 1. Dezember 2012 – 7. Dezember 2012 1 Woche (insgesamt 5) | 5                                                | Céline Dion                                      | Sans attendre                                    | –                         |
| 8. Dezember 2012 – 14. Dezember 2012 1 Woche | 1                                                | Patrick Bruel                                    | Lequel de nous                                   | –                         |
| 15. Dezember 2012 – 28. Dezember 2012 2 Wochen | 2                                                | Mylène Farmer                                    | Monkey Me                                        | –                         |
| 29. Dezember 2012 – 18. Januar 2013 3 Wochen | 3                                                | Céline Dion                                      | Sans attendre                                    | –                         |

### Jahreshitparaden
| ← 2011 ← | Liste der Nummer-eins-Hits in Belgien (Wallonie) | Liste der Nummer-eins-Hits in Belgien (Wallonie) | Liste der Nummer-eins-Hits in Belgien (Wallonie) | 2013 →   |
| \| Singles \| Position# \| Alben \| \| ------------------------------------------------------------------------------------------------------------------------------------------------------------------------------------------------------------------ \| --------- \| -------------------------------------- \| \| Somebody That I Used to Know Gotye feat. Kimbra Walter Andre E. De Backer, Luiz Bonfá \| 1 \| 21 Adele \| \| Ai Se Eu Te Pego! Michel Teló Sharon Acioly Arcoverde, Antonio Carlos Paim Cerqueira, Amanda Grasiele Mesquita Teixeira, Aline Medeiros Da Fonseca, Karine Assis Vinagre \| 2 \| L’Apogée Sexion d’Assaut \| \| Avant qu’elle parte Sexion d’Assaut Musik: Stany Roger Kibulu, Gandhi Djuna; Text: Mamadou Aliou Baldé, Karim Ballo, Adama Diallo, Alpha Ibrahima Diallo, Karim Fall, Bastien Albert Maurice Vincent, Gandhi Djuna \| 3 \| 2012: Le bal des Enfoirés Les Enfoirés \| \| One Day / Reckoning Song (Wankelmut Remix) Asaf Avidan & the Mojos Musik: Asaf Avidan, Hadas Kleinman, Ran Nir, Roi Peled, Jonathan Yoni Joni Sheleg, Ori Winkur; Text: Asaf Avidan \| 4 \| Sans attendre Céline Dion \| \| Call Me Maybe Carly Rae Jepsen Joshua Keeler Ramsay, Carly Rae Jepsen, Tavish Crowe \| 5 \| The 2nd Law Muse \| \| Happiness Sam Sparro Samuel F. Falson, Jesse Rogg, Charles Patrick Theophilus Willcocks \| 6 \| À la poursuite du bonheur M. Pokora \| \| I Follow Rivers Lykke Li Richard W. Nowels Jr., Björn Daniel Arne Yttling, Li Lykke Timotej Zachrisson \| 7 \| Birdy \| \| Skyfall Adele Paul Richard Epworth, Adele Laurie Blue Adkins \| 8 \| Born to Die Lana Del Rey \| \| Je l’aime à mourir Shakira Francis Christian Cabrel \| 9 \| Le best of 2012 Pierre Rapsat \| \| Gangnam Style Psy Yoo Gun-hyung, Park Jae-sang \| 10 \| Selah Sue \| |                                                  |                                                  |                                                  |          |
| ← 2011 |                                                  |                                                  |                                                  | → 2013 → |
| Singles | Position#                                        | Alben                                            |                                                  |          |
| Somebody That I Used to Know Gotye feat. Kimbra Walter Andre E. De Backer, Luiz Bonfá | 1                                                | 21 Adele                                         |                                                  |          |
| Ai Se Eu Te Pego! Michel Teló Sharon Acioly Arcoverde, Antonio Carlos Paim Cerqueira, Amanda Grasiele Mesquita Teixeira, Aline Medeiros Da Fonseca, Karine Assis Vinagre | 2                                                | L’Apogée Sexion d’Assaut                         |                                                  |          |
| Avant qu’elle parte Sexion d’Assaut Musik: Stany Roger Kibulu, Gandhi Djuna; Text: Mamadou Aliou Baldé, Karim Ballo, Adama Diallo, Alpha Ibrahima Diallo, Karim Fall, Bastien Albert Maurice Vincent, Gandhi Djuna | 3                                                | 2012: Le bal des Enfoirés Les Enfoirés           |                                                  |          |
| One Day / Reckoning Song (Wankelmut Remix) Asaf Avidan & the Mojos Musik: Asaf Avidan, Hadas Kleinman, Ran Nir, Roi Peled, Jonathan Yoni Joni Sheleg, Ori Winkur; Text: Asaf Avidan | 4                                                | Sans attendre Céline Dion                        |                                                  |          |
| Call Me Maybe Carly Rae Jepsen Joshua Keeler Ramsay, Carly Rae Jepsen, Tavish Crowe | 5                                                | The 2nd Law Muse                                 |                                                  |          |
| Happiness Sam Sparro Samuel F. Falson, Jesse Rogg, Charles Patrick Theophilus Willcocks | 6                                                | À la poursuite du bonheur M. Pokora              |                                                  |          |
| I Follow Rivers Lykke Li Richard W. Nowels Jr., Björn Daniel Arne Yttling, Li Lykke Timotej Zachrisson | 7                                                | Birdy                                            |                                                  |          |
| Skyfall Adele Paul Richard Epworth, Adele Laurie Blue Adkins | 8                                                | Born to Die Lana Del Rey                         |                                                  |          |
| Je l’aime à mourir Shakira Francis Christian Cabrel | 9                                                | Le best of 2012 Pierre Rapsat                    |                                                  |          |
| Gangnam Style Psy Yoo Gun-hyung, Park Jae-sang | 10                                               | Selah Sue                                        |                                                  |          |